# متحف هنريك جان دومينيك للفن الاحترافي المصغر في تيشي
[[ملف:Odznaka honorowa „Zasłużony dla Kultury Polskiej” dla Muzeum Miniaturowej Sztuki Profesjonalnej Henryk Jan Dominiak w Tychach 2021.09.06.jpg|240px|تصغير|Polish Cultural Merit Order 
 تم منح وسام الاستحقاق للثقافة البولندية للمتحف في 6 سبتمبر 2021 في وارسو.]
متحف هنريك جان دومينيك للفن الاحترافي المصغر في تيشي (بالبولندية:Muzeum Miniaturowej Sztuki Profesjonalnej Henryk Jan Dominiak w Tychach) هي متحف للفن الحديث تأسس عام 2013 على يد هنريك جان دومينياك. يخضع المتحف لإشراف وزارة الثقافة والتراث الوطني.

## نشاط
تأسس المتحف في عام 2013 في منطقة Śródmieście في Tychy، في الطابق الأرضي من ناطحة سحاب سكنية، شارع Żwakowska 8/66. نظرًا لأن مساحة المعرض تبلغ 6.15 مترًا مربعًا، يشار إليه في المنشورات الإقليمية البولندية على أنه أصغر متحف في العالم. تم الحصول على المعروضات المجمعة في شكل تبرعات.

### أساس العمل
يعمل المتحف في المقام الأول على أساس قانون 21 نوفمبر 1996 بشأن المتاحف (مجلة القوانين لعام 2012، البند 987)، وقانون 23 يوليو 2003 بشأن حماية ورعاية الآثار (مجلة القوانين لعام 2012، البند 987) رقم 162 بند 1568 وتعديلاته) واللائحة المتفق عليها مع الوزير المسؤول عن الثقافة وحماية التراث الوطني
.

## مجموعة المتحف
منذ إنشائه (16 أبريل 2013)، جمع المتحف 970 قطعة معروضة. في 22 أكتوبر 2013، تم تقسيمهم إلى أربعة أقسام (تسمى المجموعات الشاملة):
- مجموعة شاملة من اللوحات والرسومات والرسومات
- مجموعة شاملة من المنحوتات والسيراميك
- مجموعة شاملة من phaleristics، vexillology، شعارات النبالة والرمزية
- مجموعة شاملة من الأسلحة المشاجرة

## معرض
في إطار التعاون مع الفنانين والمؤسسات والمنظمات الاجتماعية التي تقوم بمهام مماثلة، ينظم المتحف عروضًا مختلفة:

### معرض دائم للإنجازات الثقافية للفنانين من بولندا والخارج
- بولندا - باول برودزيش، جوستينا فيرونيكا بروج، ماغدالينا دابالا، هنريك جان دومينياك، إميليا غاسينيكا-سيتلاك، ناتاليا هيرز، آنا يانوسفيتش-بيتلوك، ألكسندرا جيسك، آدم كورسون، جوستينا نيمان، بيوتر تاديوس موسور، دكتور أغاتا رومان، ميتشسلاف سكاليموفسكي، ريناتا سوبكزاك، دانوتا ساجا توماسزيوسكا، فويتيك لوكا، روبرت زناجومسكي
- السويد - توماس نيكلاسون، أوتو نيكلاسون إلميراس
- المجر - أرانكا جيرني ميزوسي
- أوكرانيا - فولوديمير جونشارينكو، مورين بيبيكوف
- البرازيل - نيوا قيصر

## المعروضات المختارة

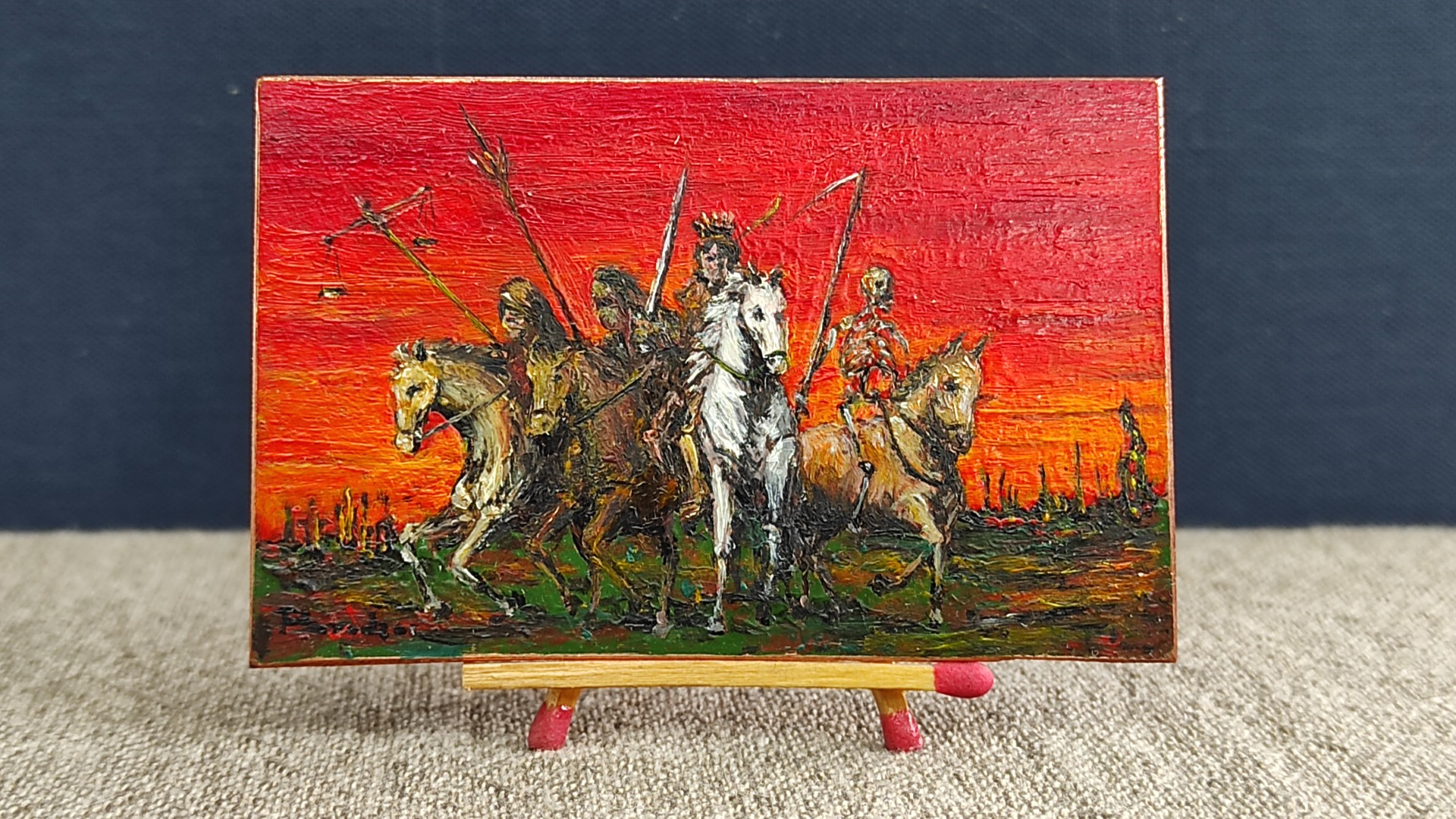
فرسان رؤيا يوحنا الأربعة الأبعاد 50 × 77 ملم
ورود الأبعاد 23 × 23 ملم
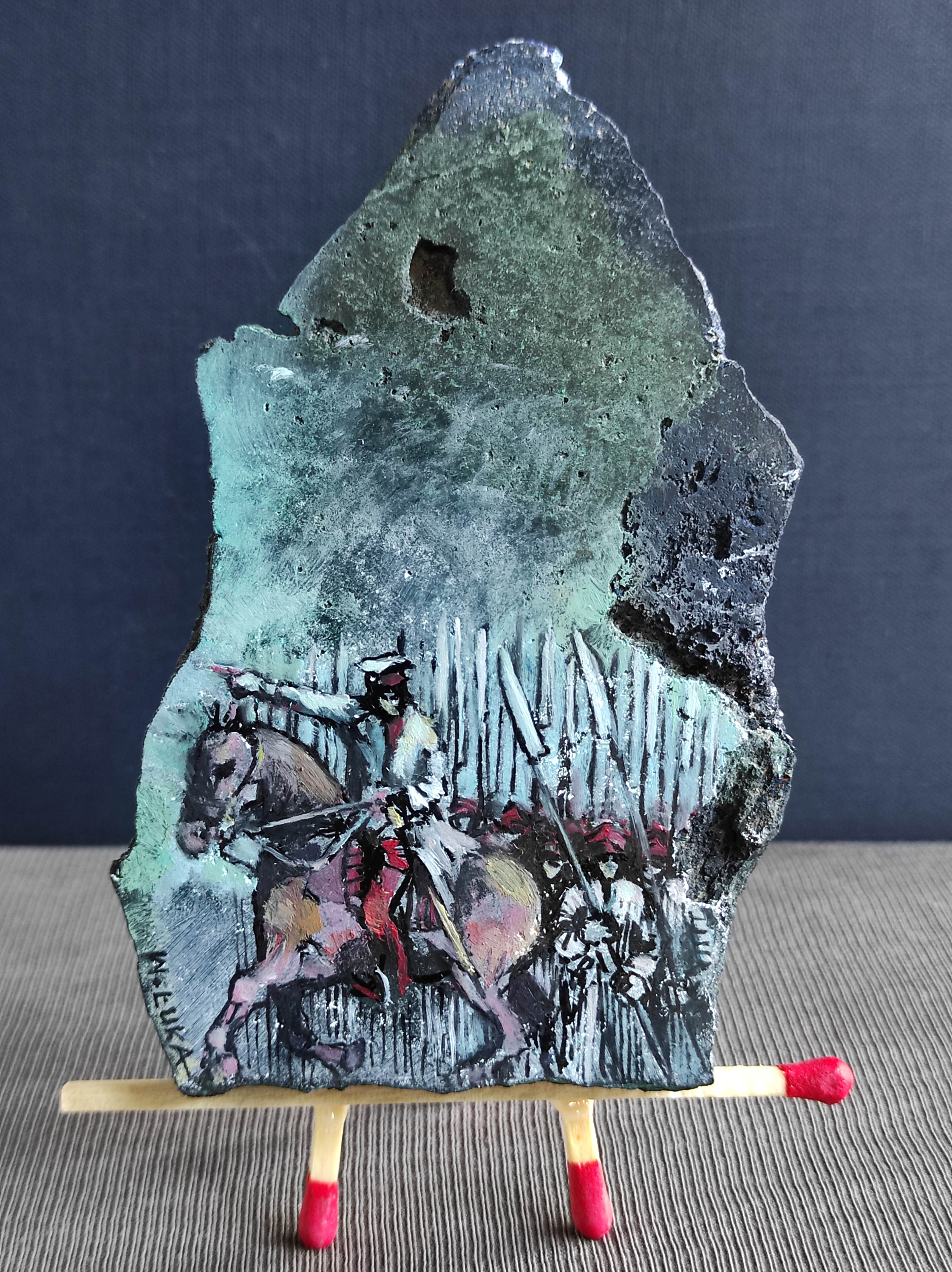
معركة راكلافيتسي الأبعاد 132 × 77 ملم
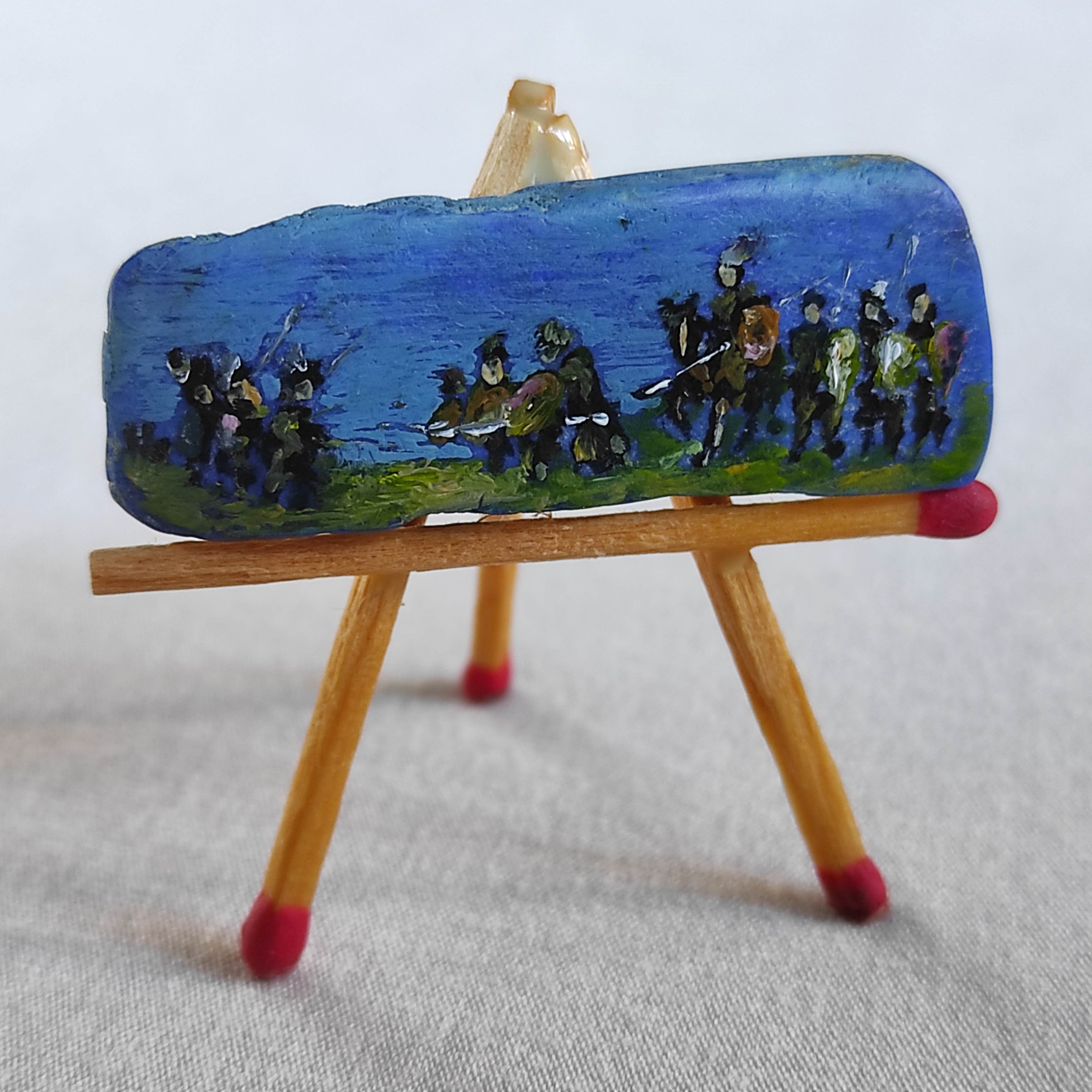
معركة سيدينيا الأبعاد 15 × 42 ملم

## وصلات خارجية
- الموقع الرسمي